# 晝夜循環

地球相對於太陽的自轉造成24小時的晝夜變化迴圈。

晝夜循環（英語：diurnal cycle或diel cycle）是由於行星地球繞其軸線旋轉一周，而每24小時重複出現的任何模式。地球自轉導致地表晝夜溫度波動，以及全年的天氣變化。晝夜循環主要取決於入射的太陽輻射。

## 氣候和大氣

日照後的大氣溫度晝夜變化（藍色）會較正午太陽（紅色）滯後3至4小時。

在氣候學中，晝夜循環是氣候模式最基本的形式之一，包括日溫度和降雨量的變化。晝夜循環可以近似為正弦，或者包括截斷正弦的分量（由於太陽的升起和落下），以及夜間的熱鬆弛（牛頓冷卻）。由於光合作用和細胞呼吸等過程，晝夜循環對大氣中的二氧化碳水準也有很大影響。

## 生物效應
光和溫度的晝夜循環可以在生物過程中產生類似的循環，例如植物的光合作用以及人類的臨床抑鬱症。植物對環境循環的反應甚至可能誘導根際微生物活動的間接循環，包括固氮。

## 半日週期
半日週期是指大約每十二小時或大約每天發生兩次的模式。通常，這些可能與月潮有關，在這種情況下，時間間隔接近12小時25分鐘。